# Edmund Black
Pour les articles homonymes, voir Black.
Edmund Franklin « Ed » Black (né le 3 mai 1905 à Bailey Island et mort le 22 octobre 1996 à Westboro) est un athlète américain spécialiste du lancer de marteau. Affilié au Newark Athletic Club, il mesurait 1,78 m pour 75 kg.

## Biographie

### Palmarès
| Date | Compétition           | Lieu      | Résultat | Performance |
| ---- | --------------------- | --------- | -------- | ----------- |
| 1928 | Jeux olympiques d'été | Amsterdam | 3e       | 49,03 m     |

### Records
| Épreuve           | Performance | Lieu | Date |
| ----------------- | ----------- | ---- | ---- |
| Lancer de marteau | 52,14 m     |      | 1929 |